# Clemente Viscaíno
Clemente Viscaíno (Herculândia, 1 de fevereiro de 1946) é um ator brasileiro. É filho de imigrantes espanhois, que vieram ao Brasil na década de 1910. Começou sua carreira em 1969, tendo, desde então atuado em diversas peças, filmes e telenovelas.

## Filmografia

### Televisão
| Ano  | Trabalho                 | Personagem                       | Notas                                         |
| ---- | ------------------------ | -------------------------------- | --------------------------------------------- |
| 2021 | Gênesis                  | Metusalém                        | Fase: Arca de Noé                             |
| 2017 | Caixa Preta              | Onofre                           |                                               |
| 2017 | Werner e os Mortos       | Asaías                           |                                               |
| 2014 | Patrulha Salvadora       | Senhor Arquibaldo (Bicho -Papão) |                                               |
| 2014 | Animal                   | Dr. Eustácio                     |                                               |
| 2012 | Fora de Controle         | Henrique Camurca                 | Episódio: "08 de maio"                        |
| 2012 | Rei Davi                 | Jessé                            |                                               |
| 2009 | Caminho das Índias       | Delegado                         |                                               |
| 2008 | Revelação                | Zé Conde                         |                                               |
| 2008 | Casos e Acasos           | Chefe                            | Episódio: "O Encontro, O Assédio e O Convite" |
| 2007 | Amazônia                 | Rodriguez                        |                                               |
| 2006 | Cidadão Brasileiro       | Renato Maciel                    |                                               |
| 2005 | Segredo                  | Mariano                          |                                               |
| 2005 | América                  | Taxista                          |                                               |
| 2005 | Essas Mulheres           | Juiz                             |                                               |
| 2005 | Como uma Onda            | Garcia                           |                                               |
| 2002 | Pequena Travessa         | Vicente                          |                                               |
| 2001 | Roda da Vida             | Geraldo                          |                                               |
| 2001 | O Clone                  | Médico                           |                                               |
| 2000 | Aquarela do Brasil       | Erasmo                           |                                               |
| 1999 | Força de um Desejo       | Inspetor Bustamante              |                                               |
| 1998 | Labirinto                | Germano                          |                                               |
| 1998 | Pecado Capital           | Orlando                          |                                               |
| 1998 | Você Decide              | —                                | Episódio: "O Flagrante"                       |
| 1997 | Você Decide              | —                                | Episódio: "Aconteceu em Copacabana"           |
| 1997 | Anjo Mau                 | Juiz                             | [ 2 ]                                         |
| 1997 | Por Amor                 | Médico                           | [ 3 ]                                         |
| 1997 | A Indomada               | Alceu                            |                                               |
| 1996 | Você Decide              | —                                | Episódio: "Francisco"                         |
| 1996 | Vira Lata                | Delegado                         |                                               |
| 1996 | O Rei do Gado            | Deputado                         |                                               |
| 1995 | História de Amor         | Médico                           |                                               |
| 1995 | Malhação                 | Policial                         |                                               |
| 1995 | Você Decide              | —                                | Episódio: "O Matador"                         |
| 1994 | Quatro por Quatro        | Dr. Sampaio                      |                                               |
| 1993 | Fera Ferida              | Juca                             |                                               |
| 1993 | Agosto                   | Valente                          |                                               |
| 1993 | Mulheres de Areia        | —                                |                                               |
| 1990 | Pantanal                 | —                                |                                               |
| 1989 | Kananga do Japão         | Miquéias                         |                                               |
| 1989 | Pacto de Sangue          | —                                |                                               |
| 1989 | Capitães da Areia        | —                                |                                               |
| 1988 | Carmem                   | Delegado Otaviano                |                                               |
| 1987 | Corpo Santo              | Dr. Gonçalves                    |                                               |
| 1985 | Corpo a Corpo            | Professor                        |                                               |
| 1984 | A Máfia no Brasil        | João Maurício                    |                                               |
| 1983 | Parabéns pra Você        | Américo                          |                                               |
| 1983 | Eu Prometo               | Assistente do criminalista       |                                               |
| 1981 | Amizade Colorida         | Armando                          | Episódio: "Das Dificuldades de Ser Homem"     |
| 1978 | Maria, Maria             | Joaquim Manoel                   |                                               |
| 1978 | Sítio do Picapau Amarelo | O Sombra                         | 2 episódios                                   |
| 1978 | Gina                     | Diretor da escola                |                                               |
| 1978 | Dancin' Days             | Fotógrafo                        |                                               |
| 1977 | Sinhazinha Flô           | Gustavo                          |                                               |
| 1976 | Tchan, a Grande Sacada   | Valdo                            |                                               |
| 1975 | Teatro 2                 | Leonel                           | Episódio: "Sorôco, Sua Mãe, Sua Filha"        |
| 1975 | A Viagem                 | —                                | [ 4 ]                                         |

### Cinema
| Ano  | Título                         | Personagem           | Notas          |
| ---- | ------------------------------ | -------------------- | -------------- |
| 1971 | A Herança                      | Murilo               |                |
| 1973 | A Super Fêmea                  | maquiador            |                |
| 1975 | O Rei da Noite                 | Chico                |                |
| 1975 | Lucíola, o Anjo Pecador        | Sá                   |                |
| 1978 | Pintando o Sexo                | —                    |                |
| 1978 | Parada 88 - O Limite de Alerta | Dr. Pessoa           |                |
| 1982 | Insônia                        | —                    |                |
| 1982 | Loucuras Sexuais               | Escritor             |                |
| 1990 | Stelinha                       | homem da rua         |                |
| 1995 | As Meninas                     | Dr. Algodãozinho     |                |
| 1996 | Como nascem os anjos           | Hélio                |                |
| 2001 | Memórias Póstumas              | Dutra                |                |
| 2003 | Maria, Mãe do Filho de Deus    | Apóstolo Pedro       |                |
| 2003 | Carandiru                      | Binho                |                |
| 2007 | Sambando nas brasas, morô?     | Carlos               |                |
| 2007 | Valsa para Bruno Stein         | Arno Wolf            |                |
| 2008 | Tratado de Liligrafia          | Avô de Lili          | Curta-metragem |
| 2009 | Enciclopédia                   | Senhor               | Curta-metragem |
| 2009 | Quase um Tango...              | José Firmino         |                |
| 2010 | Nosso Lar                      | Clarêncio            |                |
| 2010 | Traz Outro Amigo também        | Artur                | Curta-metragem |
| 2012 | Dyonélio                       | Dyonélio Machado     |                |
| 2014 | Lar Doce Lar                   | Paciente 3257        | Curta-metragem |
| 2017 | Vida em Plutão                 | Avô de Augusto       | Curta-metragem |
| 2017 | 1947                           | Hermes (velho)       | Curta-metragem |
| 2017 | A Superfície da Sombra         | Juca Damiano         |                |
| 2019 | Domingo                        | José                 |                |
| 2019 | Vista para Dias Nublados       | Bento                | Curta-metragem |
| 2019 | Veraneio                       | Pai                  | Curta-metragem |
| 2020 | Bochincho                      | Velho senhor         | Curta-metragem |
| 2020 | Uma Carta para Ferdinand       | Frederico Bruestlein |                |
| 2023 | Além de Nós                    | Leopoldino           |                |
| 2023 | Um Dia Cinco Estrelas          | Ludovico             |                |

## Teatro
- 1969 - À Flor da Pele
- 1971 - Peer Gynt
- 1971 - Natal na Praça
- 1971 - Parque Depois do Meio-Dia
- 1972 - Auto da Compadecida
- 1972 - Sonho de Uma Noite de Verão
- 1973 - Augusto dos Anjos - poeta
- 1973 - O Verdugo  - peça de Hilda Hilst. Teatro Oficina
- 1974 - Um Bonde Chamado Desejo
- 1974 - Adeus Fadas e Bruxas
- 1975 - Salva
- 1975 - O Duelo
- 1976 - Pano de Fundo
- 1977/1978 - Lição de Anatomia
- 1979 - No Processo da Violência - Caso Herzog
- 1980 - Campeões do Mundo
- 1981 - Ensina-me a Viver
- 1982 - Gente Fina É a Mesma Coisa
- 1983 - No Brilho da Gota de Sangue
- 1984 - Ensaio nº 1. A Tragédia Brasileira
- 1984 - Maria Minhoca
- 1984 - As Três Moças do Sabonete
- 1984 - Ensaio Nº 1: A Tragédia Brasileira
- 1985 - Do Amor
- 1987 - A nossa voz
- 1987 - Gardel, uma Lembrança
- 1988 - Um homem sobre o parapeito da ponte
- 1993 - Tróia
- 1994 - O Reformador do Mundo
- 1994/1995 - Galileu Galilei
- 1995 - Yerma
- 1997 - Escola de Mulheres
- 1998 - Noturno para Ifigênia
- 2007 - O Princípio e o Fim
- 2009/2012 - Mary Stuart
- 2012 - O Tempo sem Ponteiros

Fonte: